# (1308) Halleria
(1308) Halleria es el asteroide número 1308 situado en el cinturón principal. Fue descubierto por el astrónomo Karl Wilhelm Reinmuth  desde el observatorio de Heidelberg, el 12 de marzo de 1931. Su designación alternativa es 1931 EB. Está nombrado en honor del naturalista alemán Albrecht von Haller (1708-1777).